# Li Xiaoqing
Li Xiaoqing (født 22. december 1995) er en kinesisk håndboldspiller for Beijing-hæren og det kinesiske landshold.
Hun deltog ved verdensmesterskabet i håndbold for kvinder i 2015 i Danmark.